# WS Atkins
Die WS Atkins ist ein britisches Serviceunternehmen für Ingenieursleistungen, Design, Projektmanagement und Beratung. WS Atkins wurde 1938 von Sir William Atkins gegründet. Der Unternehmenssitz ist in Epsom. Es ist eines der größten Beratungs- und Ingenieursunternehmen in Großbritannien.
Die Unternehmensgruppe hat zahlreiche Tochterunternehmen weltweit.
Atkins wurde 2017 von SNC-Lavalin übernommen.